# Teddy Brown
Teddy Brown, de son vrai nom Abraham Himmelbrand, né le 25 mai 1900 et décédé le 29 avril 1946 à Birmingham, en Angleterre, est un artiste et musicien américain, qui a passé la dernière partie de sa vie à se produire en Grande-Bretagne. Il jouait principalement du xylophone.

## Biographie
Il joue d’abord dans l'orchestre philharmonique de New York, mais passe à la musique populaire à la fin des années 1910. Il est un temps percussionniste avec le Riverside Theatre Orchestra de Julius Lenzberg, et ses premiers enregistrements furent des solos de xylophone avec le groupe de Lenzberg sur Edison Records en 1919 et 1920.
Il arrive à Londres en 1925 avec Joseph C. Smith et son orchestre. L’année suivante, il forme son propre orchestre, jouant au Café de Paris de Londres. Il joue ensuite dans d’autres clubs de nuit à Londres et Paris, notamment au Kit Kat Club, souvent en solo, ou jouant du xylophone avec un accompagnement au piano. Le xylophone Besson sur mesure qu’il jouait avait une portée de cinq octaves, une de plus que la normale. En 1927, la division britannique de Phonofilm de Lee de Forest réalise un court métrage de Brown jouant de cet instrument. Il joue également un instrument de six octaves. 
Il était connu pour son apparence replète, approchant 400 livres (180 kg) en poids, et a été souvent considéré comme l'équivalent en Grande-Bretagne d'un autre chef d'orchestre replet de la même époque, Paul Whiteman. Il était parfois surnommé « Le Grand xylophoniste », soulignant sa taille physique. Outre le xylophone, Brown a joué des autres instruments de percussion, en plus du saxophone ténor. Il a également sifflé des mélodies en jouant des percussions, et son numéro comprenait des bandes dessinées. Le style rapide de Brown, qui se produit sur des airs évolués, influence très tôt le percussionniste et chef de groupe Spike Jones, qui lancera sa propre carrière une décennie plus tard.
Alors que Brown se popularise en Grande-Bretagne grâce à ses talents de percussionniste et sa renommée, il apparaît dans un long métrage sonore en 1930, coréalisé par un jeune Alfred Hitchcock, intitulé Elstree Calling, une revue de variétés musicales qui répondait au long métrage de Paul Whiteman, King of Jazz, avec les deux films présentant les premières séquences de couleurs. Elstree était le cinéma et le studio de radio où de nombreux films et émissions de radio célèbres ont été produits dans les premiers jours du divertissement médiatique britannique. Chacun des deux films présentait une variété de vieux spectacles de vaudeville et de nouveaux acteurs. Dans sa troisième apparition dans le film, il joue du xylophone avec une précision rapide, en utilisant une seule main à la fois, et parfois derrière son dos. Il a joué « une série continue de notes sur toute la longueur de l’instrument tout en tournant simultanément tout son corps autour de 360 degrés... si rapidement et sans effort qu’il est difficile de voir comment il est fait, bien que des visionnements [cinématographiques] répétés révèlent qu’il atteint la continuité de jeu en échangeant de sa main droite vers sa gauche et de retour vers sa vrille droite. ». 
À partir de 1931, Brown joue du xylophone à la radio, dans les films et sur la scène de variété. Son apparence était élégante mais robuste, mais il était agile et dansait souvent autour du xylophone en jouant. Il apparaît dans la Royal Variety Performance en 1931. Il est associé à The Crazy Gang et fait souvent l’objet de leurs blagues.
Il était membre de la fraternité du Grand Order of Water Rats (le « grand ordre des rats d'eau »). Il était nommé « King Rat » en 1946, bien que son mandat ait été écourté à la suite de son décès après un arrêt cardiaque, dans sa chambre d’hôtel en 1946, à l’âge de 45 ans, à Birmingham, après avoir participé à un concert à l’hippodrome de Wolverhampton.

## Filmographie sélective
- 1930 : Elstree Calling
- 1932 : The Indiscretions of Eve
- 1934 : On the Air
- 1934 : København, Kalundborg og - ?'
- 1936 : Variety Parade
- 1938 : Convict 99 (dans le rôle de Slim Charlie)